# Leonid Lytvynenko
Leonid Lytvynenko (Unión Soviética, 28 de enero de 1949) es un atleta soviétíco retirado, especializado en la prueba de decatlón en la que llegó a ser subcampeón olímpico en 1972.

## Carrera deportiva
En los JJ. OO. de Múnich 1972 ganó la medalla de plata en la competición de decatlón, consiguiendo una puntuación de 8035 puntos, siendo superado por su compatriota Mykola Avilov que con 8454 puntos batió el récord del mundo, y por delante del polaco Ryszard Katus.